# Альбіно (Корсика)
Альбіно (фр. Albino корс. Albino) —  річка Корсики (Франція). Довжина 7,7 км, витік знаходиться на висоті 770 метрів над рівнем моря на пагорбі-горі Монте Сан Колумбано (Monte San Columbano) (839 м). Впадає в Середземне море, а саме в його частину - Лігурійське море.
Протікає через комуни: Патримоньйо, Фариноле і тече територією департаменту Верхня Корсика та в кантоні Конка-д'Оро (Conca-d'Oro)